# Graeme Dott
Graeme Dott (Larkhall, Escocia, 12 de mayo de 1977) es un jugador de snooker británico.
Su carrera profesional arrancó en 1994. Ha ganado dos torneos mayores, siendo uno de ellos el Campeonato Mundial, en cuya final de 2006 se impuso a Peter Ebdon. Asimismo, fue subcampeón de las ediciones de 2004 y 2010, en las que cayó derrotado ante Ronnie O'Sullivan y Neil Robertson, respectivamente, en la final. Ha conseguido dos 147 y ha llegado a ocupar el segundo puesto del ranking mundial.
En 2011 publicó un libro autobiográfico titulado Frame of Mind: The Autobiography of the World Snooker Champion.